# Johanna Kinkel

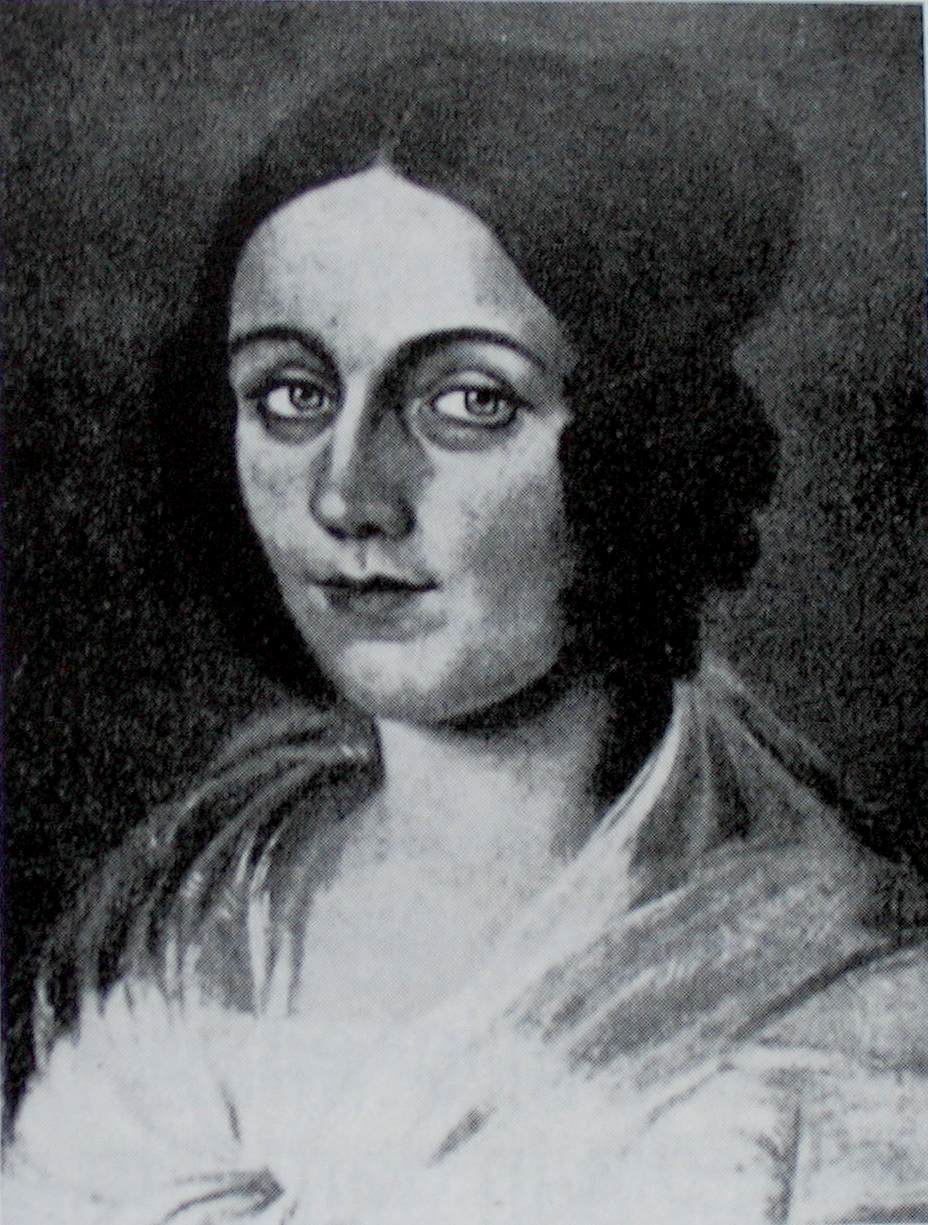

Johanna Kinkel (Bonn, 1810 - Londres, 1858) va ser una compositora, pianista, musicòloga, directora i activista política. Kinkel s'emmarca en el context del període històric del Vormarz, fou una dona revolucionària per l'època a causa de la seva mentalitat crítica i independent.

## Biografia

### Infància i formació musical
La informació que tenim de la seva infància és gràcies a una col·lecció de cartes de la compositora que va publicar la seva filla. A la seva ciutat natal va rebre formació musical en composició, direcció, i en la seva edat adulta en piano. El seu primer professor va ser Anton Riess, que també havia estat el primer professor de Beethoven.
Va néixer en una família molt catòlica, els Mockel. Aquesta estricta educació religiosa la va acabar col·lapsant i es va qüestionar la seva fe en el catolicisme fins que va acabar perdent-la del tot.
L'any 1832, Johanna va concebre matrimoni amb un venedor de llibres anomenat Johann Paul Matthieux. Segons Ruth Whittle, la seva principal motivació va ser marxar de casa. Aquesta relació, però, no va acabar bé. La compositora va demanar el divorci i el seu marit no el va acceptar fins anys després. Va ser llavors, que va tornar a viure a casa els pares i va caure en una depressió.

### Vida a Berlín
El 1936 va convèncer el seu progenitor i va marxar del seu poble natal on es parlava de la seva "poca feminitat" i va anar a estudiar música a Berlín on va estudiar amb Karl Böhmer i Wilhelm Taubert. Segons Ruth Whittle, "The move from provincial Bonn with its limited cultural opportunities and all-pervasive gossip about the unfeminine Johanna meat the start of a period wich was among the most creative and socially stimulating in her life." (p99) ["El trasllat des de la provinciana Bonn, amb les seves limitades oportunitats i les tafaneries insistents sobre la poc femenina Joanna fou l'inici d'un dels períodes més estimulants de la seva vida". Sense lligams, continua Whittle, va estudiar, rebre lliçons i va fer música amb Schumann, Fanny Hensel i el seu germà Felix Mendelssohn. Va compondre, escriure i va visitar regularment Bettina von Arnim i el seu cercle, on establí amistats de per vida tant amb homes com dones. (p99) En aquesta ciutat també va donar classes de piano per mantenir-se econòmicament i va acabar freqüentant els cercles literaris de l'època.
L'any 1843, va tornar a Bonn per finalment firmar els papers de divorci amb Matthieux i allà també va conèixer Gottfried Kinkel, un poeta i professor de teologia de la Universitat de Bonn. Però la societat de l'època no va estar-hi d'acord, ja que el professor Kinkel era protestant i fins i tot va perdre alguns dels seus alumnes. Tot i això es van casar i ella es va convertir al protestantisme.

### Moment polític convuls
A causa de les revolucions del 1848, el seu marit va ser escollit per representar la ciutat de Bonn a l'Assemblea Nacional de Berlín. Del 1849 al 1851 el seu marit Gotfried Kinkel va ser empresonat, la qual cosa va fer que la compositora tornés a viure a casa els seus pares. Va ser l'economista Karl Schuz qui va ajudar a sortir de la presó a Kinkel i exiliar-se a Anglaterra on es va trobar amb la seva dona i els seus quatre fills. Allà va tornar a donar classes de piano i coral per guanyar-se la vida, i va publicar diversos llibres.
Finalment, el 1858 es va trobar el seu cos que havia caigut d'una finestra víctima d'un accident o un suïcidi.

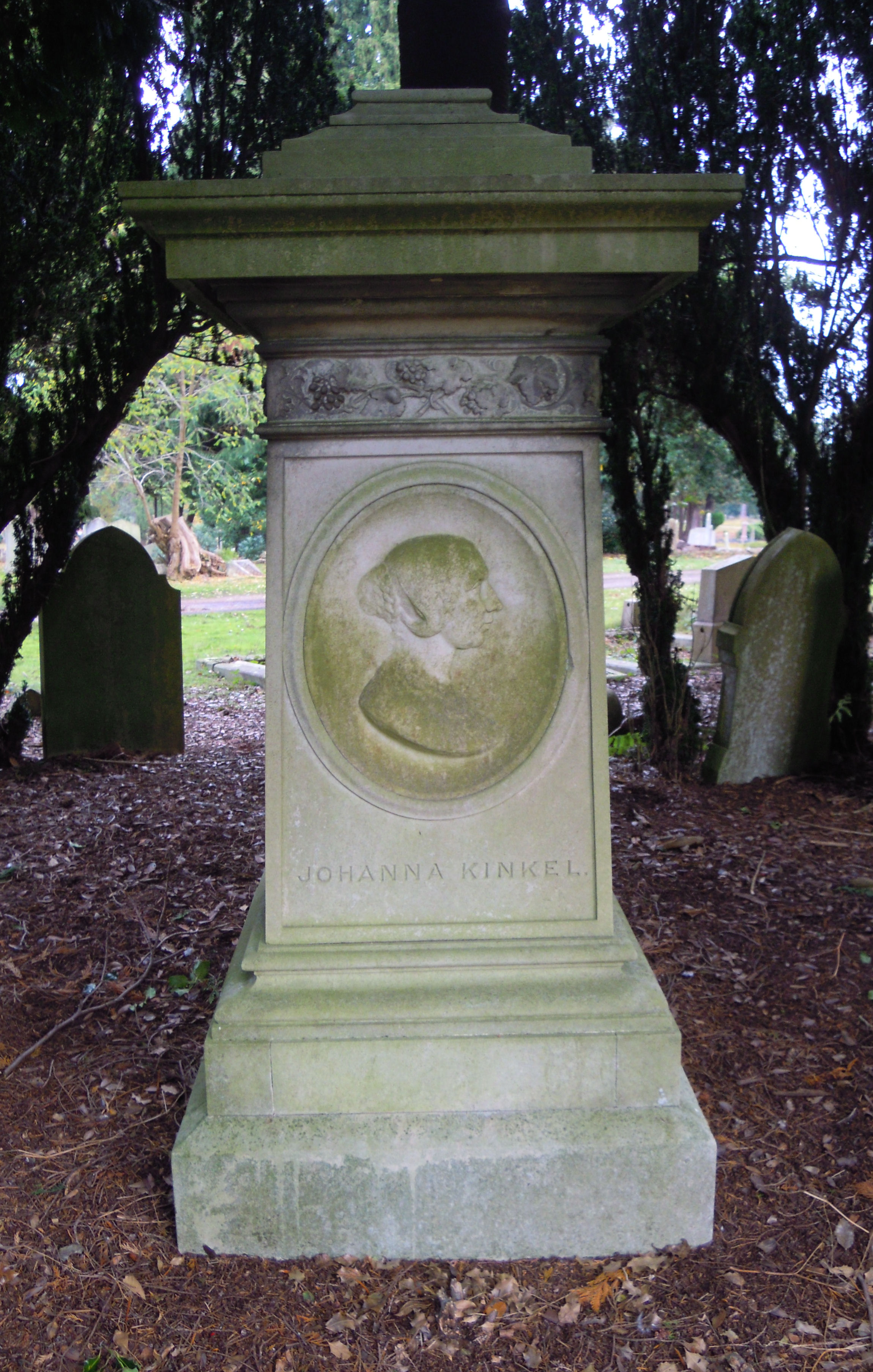

## Obra[2]

### Escènica
- Die Landpartie (opereta còmica, J. Mathieux), c1837
- Friedrich der Rothbart in Suza, oder Vasallentreue (Liederspiel, 3, G. Kinkel), 1841
- Otto, der Schütz (Liederspiel, 1, Mathieux), 1842
- Die Assassinen (Spl, 3, G. Kinkel), 1843

### Cançons
- 6 Lieder, op.7 (Berlin, 1838)
- Gelbi’s Liebe (G. von Arnim), 1838
- 6 Gedichte von Emanuel Geibel, op.8 (Berlin, 1838)
- Gedicht von Heine (‘Es ragt in's Meer der Runenstein’) (Berlin, 1838)
- Das Schloss Boncourt (A. von Chamisso), op.9 (Berlin, 1838)
- 6 Lieder, op.10 (Berlin, 1839)
- 6 Lieder, op.6 (Leipzig, 1839)
- Don Ramiro, Ballade (H. Heine), A/Bar, op.13 (Cologne, c1840)
- 3 songs (Heine) in Rhein-Sagen und Lieder i/1, i/3 (Bonn, c1840)
- Der deutsche Rhein (N. Becker) (Bonn, c1840)
- 6 Lieder (G. Kinkel, Mathieux, J.W. von Goethe), A/Bar, op.15 (Cologne, 1841)
- 6 Lieder (Mathieux, G. Kinkel, Goethe, S. Longard), op.16 (Leipzig, 1842)
- Hymne auf den Tod des Marco Botzaris, 1v, pf/gui (Cologne, 1843)
- 6 Lieder (G. Kinkel, Mathieux, Geibel), op.18 (Berlin, 1843)
- Männerlied (G. Kinkel), c1846, perduda
- 6 Lieder für eine tiefe Stimme, op.17 (Berlin, 1847)
- 6 Lieder, A/Bar, op.19 (Cologne, 1848)
- Demokratenlied (J. Kinkel) (Bonn, 1848)
- Am Gefängnissthurme von Rastatt (Der gefangene Freischärler) (J. Kinkel), 1849, perduda
- Der letzte Glaubensartikel (G. Kinkel), ca 1850, perduda
- 6 Lieder für eine tiefe Stimme (G. Kinkel, J. Kinkel), op. 21 (Mainz, 1851)

### Duets
- 6 Duetten, S, A, c1838
- Drei Duetten (Heine), S, A, pf, op.11 (Berlin, 1839)
- Drei Duetten (Goethe, W. Müller), S, S, pf, op.12 (Berlin, 1840)
- Duet arrs., 1853

### Corals
- Choral Hymnus in Coena Domini, op.14 (Elberfeld, 1840)

### Altres
- Verrückte Komödien aus Berlin: Der Wettstreit der schottischen Minstrels (1838)
- Das Malzthier, oder die Stadt-bönnischen Gespenster (Spl, 1, Mathieux), 1840
- Hänneschen als Wunderkind; Die Fürstin von Paphos, perduda
- Die Vogel-Kantate (Mathieux), 5vv, pf, op.1 (Berlin, 1838)
- Trinklied (Mathieux), 1 solo v, 4vv, pf (1838)
- Anleitung zum Singen, op.20 (Mainz, 1849)
- Tonleitern und Solfeggien/Solfeggios A, pf, op.22 (London, 1852)
- The Baker and the Mice (‘Mäusekantate’, J. Kinkel, 1854), perduda

### Escrits
- U. Brand-Schwarze [et al.], eds.: Der Maikäfer: Zeitschrift für Nichtphilister 1840–46, Veröffentlichungen des Stadtarchivs Bonn, vols.30– 33 (Bonn, 1982–85)
- ‘Felix Mendelssohn', Augsburger Allgemeinen Zietung (13 novembre 1847), suppl., 2529–30
- Nombrosos articles a Neue Bonner Zeitung (1848–50)
- Dä Hond on dat Eechhohn: Ä Verzellsche für Blahge (Bonn, 1849)
- Amb G. Kinkel: Erzählungen (Stuttgart, 1849, 2/1851, 3/1883)
- Acht Briefe an eine Freundin über Clavier-Unterricht (Stuttgart, 1852/R; Eng. trans., 1943)
- ‘Musikalische Zustände und deutsche Musiker in London', Londoner Morgenblatt für gebildete Leser (13 març 1853), 261–3; (3 April 1853) 309– 12; (10 abril 1853) 359–60
- ‘Friedrich Chopin als Komponist’ [written 1856], Deutsche Revue, vol.27/1 (1902), 93–106, 209–23, 338–60
- ‘Hausfrau und Künstlerin' [written 1856], Frankfurter Zeitung (30 novembre 1885), suppl.
- ‘Aus Johanna Kinkel's Memoiren' [escrit el 1856], ed. G. Kinkel [jun.], Zeitgeist [supl. al Berliner Tage’blatt], vols.39–47 (27 Sept to 22 Nov 1886); repr. a Internationales Jb der Bettina-von-Arnim-Gesellschaft, vols.8/9 (1996/7), 239–71
- Hans Ibeles in London (Stuttgart, 1860/R) [novel·la semi-autobiogràfica]
- M. Klaus and I. Bodsch, eds.: Johanna Kinkel: eine Auswahl aus ihrem literarischen Werk (Bonn, 2010)